# 千葉真子
千葉 真子（ちば まさこ、1976年7月18日 - ）は、日本の元女子陸上競技（長距離走・マラソン）選手で、1990年代中盤 - 2000年代中盤に活躍した。京都府宇治市出身。愛称は「千葉ちゃん」。
現在の活動は陸上指導者・スポーツ解説者・コメンテーター・タレントなど。スポーツビズ所属。既婚。2児の母。
2016年に宇治市観光大使に就任。

## 人物
中学校ではテニス部を3年生の夏休みまでやって、駅伝の人数が足りないと誘われていた。宇治高校（1994年から立命館宇治高校に改組）では陸上部に入部。高校では1校3人の枠に選ばれずインターハイの出場経験はない。但し、全国高校駅伝女子の部では、2年時の1993年度は準エース区間の2区4.0975kmを走り、水内聡子（市立船橋3年、のち三井海上）と同タイムの区間4位ながら1区の出遅れにより32位と沈んでいたチームを一挙に15位にまで順位を挽回した。川上優子（熊本信愛3年、のち沖電気）も同区間2区を走り、1区には高橋千恵美（聖和学園3年、のち日本ケミコン）や田中めぐみ（埼玉栄3年、のちあさひ銀行）、木村泰子（尾山台3年、のち京産大）、3区には市河麻由美（市立船橋2年、のち三井海上）などがいた。また、宇治の1年先輩小﨑まり（3年、のち大阪短大・ノーリツ）は補欠に回っていた。3年時の1994年度はエース区間1区6kmに出場しトップエスタ・ワンジロ（仙台育英3年 ）と42秒差の10位20:12だったが、チームは総合2位をマークした。その他、同区間1区には19:59で3位山中美和子（添上1年、のち筑波大・ダイハツ）などがいた。
旭化成陸上部在籍中、1996年アトランタオリンピック陸上女子10000mで5位入賞を果たす。世界陸上選手権大会では、女子10000mと女子マラソンにて世界で初めて「異種目複数メダル獲得」という前人未到の快挙を成し遂げた選手である。
- 1997年世界陸上アテネ大会：女子10000m 3位（銅メダル獲得）
- IAAFグランプリファイナル：5000m 出場
- 2003年世界陸上パリ大会：女子マラソン 3位（銅メダル獲得）
- 世界陸上選手権での複数回メダル獲得は、2009年現在で千葉のほかにハンマー投の室伏広治、400mハードルの為末大、マラソンの土佐礼子がいる。

現役時代は北海道マラソンを得意とし、2連覇を含め合計3勝を挙げた。2001年に旭化成陸上部から豊田自動織機女子陸上部に移籍し、小出義雄の指導を受けた。2006年8月に現役引退後は、主にタレント、スポーツコメンテーターなどとして活動中。
2007年、将来的に自身のクラブを立ち上げ、後進の指導にあたる方針を明らかにした。2007年8～9月に行われた世界陸上大阪大会のスポーツコメンテーターに抜擢。その後も世界陸上選手権大会開催時には、毎回マラソン種目等の解説者として出演している。
2011年12月8日、8歳年下の競輪選手・桜川雅彦（登録名は櫻川雅彦、日本競輪学校第99期生）と結婚したことを発表。2012年6月27日、第1子（女児）を、2014年8月25日、第2子（女児）を出産した。

## 基本データ
- 身長：155 cm
- 血液型：A型
- 所属：旭化成陸上部→佐倉アスリート倶楽部（SAC）→豊田自動織機女子陸上部
- 保持記録：10kmロードアジア記録
- マラソンベスト記録：2時間21分45秒（2003年・大阪国際女子マラソン）

## 経歴

### 陸上選手として
- 1992年
  - 宇治市立東宇治中学校を卒業し、宇治高等学校（現在の立命館宇治高等学校）に入学。
  - 宇治高校の同級生に北海道マラソン2回優勝の渡辺共則（旭化成）、1年先輩に世界陸上選手権3大会代表の小﨑まり（ノーリツ）等がいた。
- 立命館宇治高校在学時には全国高校女子駅伝に2回出走。2年生時(1993年)は2区(4.0975 km)で17人抜き(区間4位、13分11秒)。3年生時(1994年)は1区(6 km)で区間10位(20分12秒)。
- 1995年
  - 立命館宇治高校を卒業し、宗茂・猛兄弟らが所属した旭化成（宮崎県延岡市）に入社。
- 1996年
  - 2月の唐津10マイルロードレース大会10kmに出場。31分44秒のアジア新記録を樹立。
  - 4月の兵庫リレーカーニバルの女子10000mで31分28秒15の日本新記録を樹立。その後日本選手権で優勝した鈴木博美に記録を塗り替えられるも、千葉は31分20秒46の自己ベストで3位に入り初のオリンピック代表に選出。
  - 8月のアトランタオリンピックの女子10000mに出走、惜しくも五輪メダル獲得に届かなかったが、31分20秒62の5位入賞と健闘（川上優子も7位入賞、鈴木は16位）。
- 1997年
  - 8月の世界陸上アテネ大会の女子10000mでは、サリー・バルソシオ、フェルナンダ・リベイロに続いて31分41秒93で3位でゴールし、日本人女子初の世界大会トラック長距離種目銅メダルを獲得。
  - なおオリンピック・世界陸上で、日本女子代表がトラック種目でメダルを獲得したのは、1928年に行われたアムステルダムオリンピックで女子800mの人見絹枝が銀メダルを獲得して以来、69年ぶりの快挙だった。
- 1998年
  - 長野オリンピック開会式で、選手代表として子供達と一緒に聖火ランナーを務めた。
- 1999年
  - 実質上の初マラソンとして、シドニーオリンピック選考レースだった11月の東京国際女子マラソンへ出走するが、山口衛里と共に序盤からハイペースで進むものの、レース後半で失速し2時間29分00秒の5位に終わる。
- 2000年
  - 3月の名古屋国際女子マラソンに出走予定だったが欠場を表明、シドニーオリンピック出場を断念（女子マラソン代表は市橋有里、高橋尚子、山口衛里。高橋が優勝し金メダル獲得）。
  - その後も相次ぐ故障に悩まされ続け、旭化成を退社表明。マスコミは引退と報じたが、後に千葉本人が否定。
- 2001年
  - 小出義雄が監督として率いる佐倉アスリートクラブ（SAC・千葉県佐倉市）に移籍。
  - 8月の北海道マラソンでは2時間30分38秒で優勝し、復活を印象付けた。
- 2002年
  - 大阪国際女子マラソン、名古屋国際女子マラソンを故障の為ことごとく回避、4月のロッテルダムマラソンに出走。優勝の大南敬美に続いて2時間25分11秒の自己ベストで2位に入る。
  - しかし10月のシカゴマラソンでは、ポーラ・ラドクリフ、キャサリン・ヌデレバ、渋井陽子、スベトラーナ・ザハロワなどの序盤からのハイペースについていけず、15km過ぎで遅れ出し9位に終わる。
- 2003年
  - 1月、世界陸上パリ大会代表選考レースの大阪国際女子マラソンに出走、野口みずきのスパートで遅れるものの、最後に競技場手前で坂本直子を交わして2時間21分45秒の自己最高記録をマークして2位となり、この成績が評価され世界陸上パリ大会女子マラソン代表に選出。
  - 8月の世界陸上パリ大会レース本番では、33km過ぎのヌデレバのスパートについていけなかったものの、1位のヌデレバ、2位の野口みずきに続いて2時間25分9秒で3位でゴールし、銅メダルを獲得。なおこの大会で日本人トップだった野口は、規定によりアテネオリンピック代表に内定した[10]。
- 2004年
  - 1月、アテネオリンピック女子マラソン代表選出を再び目指して、大阪国際女子マラソンに出場したが、27km過ぎでスパートして先頭集団を崩すものの、30km過ぎの坂本直子のスパートに大南博美、渋井陽子と共に引き離され、2時間27分38秒の2位で五輪代表に手が届かなかったものの、補欠代表に留まった（アテネ五輪代表は野口みずき、坂本直子、土佐礼子。野口が優勝し金メダル獲得）。
  - 8月の北海道マラソンでは、2時間26分50秒で2001年以来2度目の優勝。
  - 11月、翌年の世界陸上ヘルシンキ大会代表を目指して、東京国際女子マラソンに出場したが、レース終盤で優勝のブルーナ・ジェノベーゼと2位の嶋原清子に抜かれて、結局4位に留まった。
- 2005年
  - 前年の東京国際女子マラソンでの不振が影響し、世界陸上ヘルシンキ大会代表を逃した。
  - SACを退部し豊田自動織機に完全移籍。小出から独立（それ以前から小出の方針で豊田自動織機に籍を置いていた）。
  - 8月の北海道マラソンでは、序盤から嶋原清子らを寄せ付けず、2時間25分46秒の大会新記録で2年連続3回目の優勝を果たした。
  - 10月のシカゴマラソンにも出場。ディーナ・カスターやコンスタンティナ・トメスクのハイペースに15km過ぎで遅れるものの、2時間26分00秒で3位に入った。
- 2006年
  - 4月、長野オリンピック記念長野マラソンに出走したものの、風邪による体調不良で、22km過ぎの地点で途中棄権。
  - 8月、三連覇のかかった北海道マラソンにて、自らレース前に引退を宣言。右腕にはマジックで「ありがとう」と記載して出走。足にテーピングを施す状態により体調万全で臨めず、2時間48分57秒の11位と有終の美は飾れなかったが、最後はファンの人達に対し、笑顔で両手を挙げてゴールした。

### その他（タレント活動など）
- 2005年
  - 8月開催の世界陸上ヘルシンキ大会では、当時選手の身分でありながら、中継を担当したTBSのレポーターを務めた。その時の経験が、今日の活動の基盤となる。
- 2006年
  - 5月、TBSのバラエティ番組『関口宏の東京フレンドパークII』に荻原次晴と組んで出場。惜しくもグランドスラムは逃したが、エアコンと洗濯乾燥機を獲得。
  - 7月にTBSの私的チャイナビに出演し、大連を旅する。
- 2007年
  - 1月、テレビ東京系列の旅番組『いい旅・夢気分』2時間スペシャルに出演。谷川真理と共に、北海道（札幌、小樽）を旅行した。
  - 8月、地元の日本で開催されTBS系列が中継した世界陸上大阪大会では、レポートに加え、マラソンの解説なども担当した。
    - その直前の時期に記者会見を開いて、指導者として後進の育成にあたる意向を示したことも影響している。準備段階として、スポーツ選手・引退者の本業活動をマネジメントする会社であるスポーツビズと契約を結んだ。

  - 9月9日、北海道文化放送が中継した北海道マラソンでは、バイクの後部座席からリポートを担当。
  - 12月16日、テレビ東京系『田舎に泊まろう!』に出演。
- 2008年
  - 1月27日、関西テレビが中継した大阪国際女子マラソンでは、バイクの後部座席に座って実況を担当。また、その女子マラソン本番前の特別番組でも、小倉智昭らと共にゲストとして出演した。
  - 2月24日、関西テレビ放映の『旅っきり!〜ふれあい紀行〜』に、漫才コンビ・ますだおかだの増田英彦と共に、大阪の街を旅する。
  - 3月16日、日本テレビの『THE・サンデー』で谷川真理・松野明美と共に、北京オリンピック女子マラソン代表選考について議論（VTR出演）。
  - 8月3日、フジテレビの『ボクらの時代』に、元競泳選手の岩崎恭子（バルセロナ五輪女子200m平泳ぎ金メダリスト）・田中雅美（シドニー五輪女子メドレーリレー銅メダリスト）と共演。
- 2009年
  - 4月4日、TBSの『オールスター感謝祭』に初出演。「赤坂5丁目ミニ駅伝」では番組常連の谷川真理、東宇治中の後輩であるタレント・安田美沙子と「女子アスリートチーム」を組んで出場したが、5チーム中5位に終わった。
  - 4月11日より、文化放送で自身がパーソナリティーを務める5分間のミニ番組「千葉真子のベストスマイルメッセージ」がスタート。自身の現役時代の体験談を中心に、リスナーからの質問にも答えたりする内容となっている。また、番組のエンディング近くになると、週末を笑顔で迎えるための「ベストスマイルメッセージ」と称した千葉自身のアドバイスがある。なお、同番組は2009年9月26日に実質上終了している（詳細は後述）。
  - 8月、世界陸上ベルリン大会ではマラソン解説・レポーターを担当。
  - 10月3日、TBSの『オールスター感謝祭』に2回目の出演。「赤坂5丁目ミニ駅伝」では前回に引き続き谷川真理と、特別ゲストのジョーン・ベノイト（ロサンゼルス五輪女子マラソン初代金メダリスト）と、「マラソンドリームチーム」を組んで出走し優勝。初出場の「赤坂5丁目ミニマラソン」は10位だった。
  - 10月10日より、前述の「ベストスマイルメッセージ」の放送時間を移動、同時に放送枠を拡大する形で、新番組「千葉真子のウィークエンドスポーツ」をスタートすることが、10月3日の文化放送ニュース終了後に本人自ら発表された（ちなみにこの日は、2016年オリンピック招致関連のニュースを放送するため、同番組は休止となっていた）。
  - 10月21日、フジテレビ『クイズ!ヘキサゴンII』に初出演、「スポーツチーム」の一員で登場。
- 2010年
  - 5月12日、『クイズ!ヘキサゴンII』に2回目の登場。「スポーツ日本代表チーム」の一員で出演。
  - 7月24日・7月25日の『FNS26時間テレビ』では、「ヘキサゴンファミリー・24時間駅伝〜絆〜」の監督に就任。本番2日間は中村光宏（フジテレビアナウンサー）らと共に移動中継車に乗車しながら、ヘキサゴンファミリー・選抜メンバーら合計11名の出走を解説した。
- その後も2011年・世界陸上大邱大会、2013年・世界陸上モスクワ大会、2015年・世界陸上北京大会、2017年・世界陸上ロンドン大会に、それぞれマラソン種目等のレポーター・解説者として担当している。
- 2019年
  - 4月24日、かつてSAC所属時にマラソン指導を受けた小出義雄が80歳で死去。小出の訃報に関し、千葉は自身のブログにて「私の人生を変えてくれた小出監督、今まで有難うございました」とのタイトルで、追悼の文面を発表していた[11][12]。

## 主な成績（マラソン以外）
| 年月日         | 大会                     | 順位       | 記録          | 備考                                                             |
| -------------- | ------------------------ | ---------- | ------------- | ---------------------------------------------------------------- |
| 1996年02月11日 | 唐津10マイルロードレース | 優勝       | 31分44秒      | 10 km、アジア記録                                                |
| 1996年04月21日 | 兵庫リレーカーニバル     | 優勝       | 31分28秒15    | 10000m 、日本記録（当時）                                        |
| 1996年06月09日 | 日本陸上選手権           | 3位        | 31分20秒46    | 10000m 、自己ベスト（10000m日本女子歴代9位）                     |
| 1996年08月02日 | アトランタオリンピック   | 5位        | 31分20秒62    | 10000m                                                           |
| 1997年01月19日 | 東京シティハーフマラソン | 優勝       | 1時間06分43秒 | ハーフマラソン、女子世界記録（当時、後にダウンヒルの為、非公認） |
| 1997年08月05日 | 世界陸上アテネ大会       | 3位        | 31分41秒93    | 10000m 、日本女子長距離初の世界大会メダル                        |
| 1999年01月31日 | シティマラソン福岡       | ゲスト参加 | 1時間09分27秒 | ハーフマラソン、自己ベスト（ゲスト参加の為、順位なし）           |

## マラソン全成績
| 年月日         | 大会                                     | 順位 | 記録          | 備考                                                                                         |
| -------------- | ---------------------------------------- | ---- | ------------- | -------------------------------------------------------------------------------------------- |
| 1998年09月06日 | シドニーマラソン（女子の部）             | 4位  | 2時間37分44秒 | 初マラソン、コース試走・練習の一環で出場                                                     |
| 1999年11月21日 | 東京国際女子マラソン                     | 5位  | 2時間29分00秒 | 実質上の初マラソン、シドニーオリンピック国内選考レース                                       |
| 2001年08月26日 | 北海道マラソン（女子の部）               | 優勝 | 2時間30分39秒 | マラソン初優勝                                                                               |
| 2002年04月21日 | ロッテルダムマラソン（女子の部）         | 2位  | 2時間25分11秒 | 当時マラソン自己記録                                                                         |
| 2002年10月13日 | シカゴマラソン（女子の部）               | 9位  | 2時間34分36秒 |                                                                                              |
| 2003年01月26日 | 大阪国際女子マラソン                     | 2位  | 2時間21分45秒 | マラソン自己記録（当時マラソン日本女子歴代4位）、世界陸上パリ大会選考レース                  |
| 2003年08月31日 | 世界陸上パリ大会                         | 3位  | 2時間25分09秒 | 世界初の世界陸上女子トラック＆女子マラソンでの異種目複数メダル、アテネオリンピック選考レース |
| 2004年01月25日 | 大阪国際女子マラソン                     | 2位  | 2時間27分38秒 | アテネオリンピック国内選考レース                                                             |
| 2004年08月29日 | 北海道マラソン（女子の部）               | 優勝 | 2時間26分50秒 | マラソン2回目の優勝                                                                          |
| 2004年09月26日 | ボルダーバックローズマラソン（女子の部） | 優勝 | 2時間41分05秒 | マラソン3回目の優勝、大会記録（調整レース）                                                  |
| 2004年11月21日 | 東京国際女子マラソン                     | 4位  | 2時間27分02秒 | 世界陸上ヘルシンキ大会選考レース                                                             |
| 2005年08月28日 | 北海道マラソン（女子の部）               | 優勝 | 2時間25分46秒 | マラソン4回目の優勝、大会記録（当時）                                                        |
| 2005年10月09日 | シカゴマラソン（女子の部）               | 3位  | 2時間26分00秒 |                                                                                              |
| 2006年04月16日 | 長野マラソン（女子の部）                 | DNF  | 記録無し      | 途中棄権                                                                                     |
| 2006年08月27日 | 北海道マラソン（女子の部）               | 11位 | 2時間48分57秒 | 引退レース、ラストラン                                                                       |

## 出演

### テレビ番組
上記の経歴も参照。
- サラリーマンNEO Season 5 （NHK、2010年6月3日）
- FNS26時間テレビ - （フジテレビ、2010年7月24日・7月25日）
- 土曜スペシャル『一度は登りたい！にっぽん名山紀行』 - （テレビ東京、2011年5月28日）谷川真理と共に北海道のアポイ岳に登山[13]。
- ディープピープル - （NHK、2011年5月30日）山下佐知子・有森裕子と共演
- ちちんぷいぷい（毎日放送、2011年8月〜2012年3月）毎週火曜日に準レギュラーで出演
- めちゃ2イケてるッ! 春の3時間超SP!【赤恥トップアスリート抜き打ち学力テスト】（2015年4月4日、フジテレビ）

ほか多数

### ラジオ番組
- 千葉真子 BEST SMILEランニングクラブ（文化放送、2009年-2020年9月26日）

## 著書
- 『ベストスマイル　補欠になった私』（文春ネスコ、2004/7、ISBN 978-4890362080）
- 『ちばちゃんのポジティブ・ランニング　週1ランナーから始める自分改造術 (GAKKEN SPORTS BOOKS)』（学研パブリッシング、2009/10、ISBN 978-4054043664）

## 関連書籍
- 『走る!　有森裕子・志水見千子・千葉真子 アトランタ1996の激走』（伊勢暁史(著)、双葉社、1996/10、ISBN 978-4575286298）